# Relações entre Alemanha e Brasil
As relações entre Alemanha e Brasil são as relações diplomáticas estabelecidas entre a República Federal da Alemanha e a República Federativa do Brasil. O Brasil possui uma embaixada em Berlim e consulados em Frankfurt am Main e Munique, e a Alemanha possui uma embaixada em Brasília e consulados em Porto Alegre, Recife, Rio de Janeiro e São Paulo.

## História

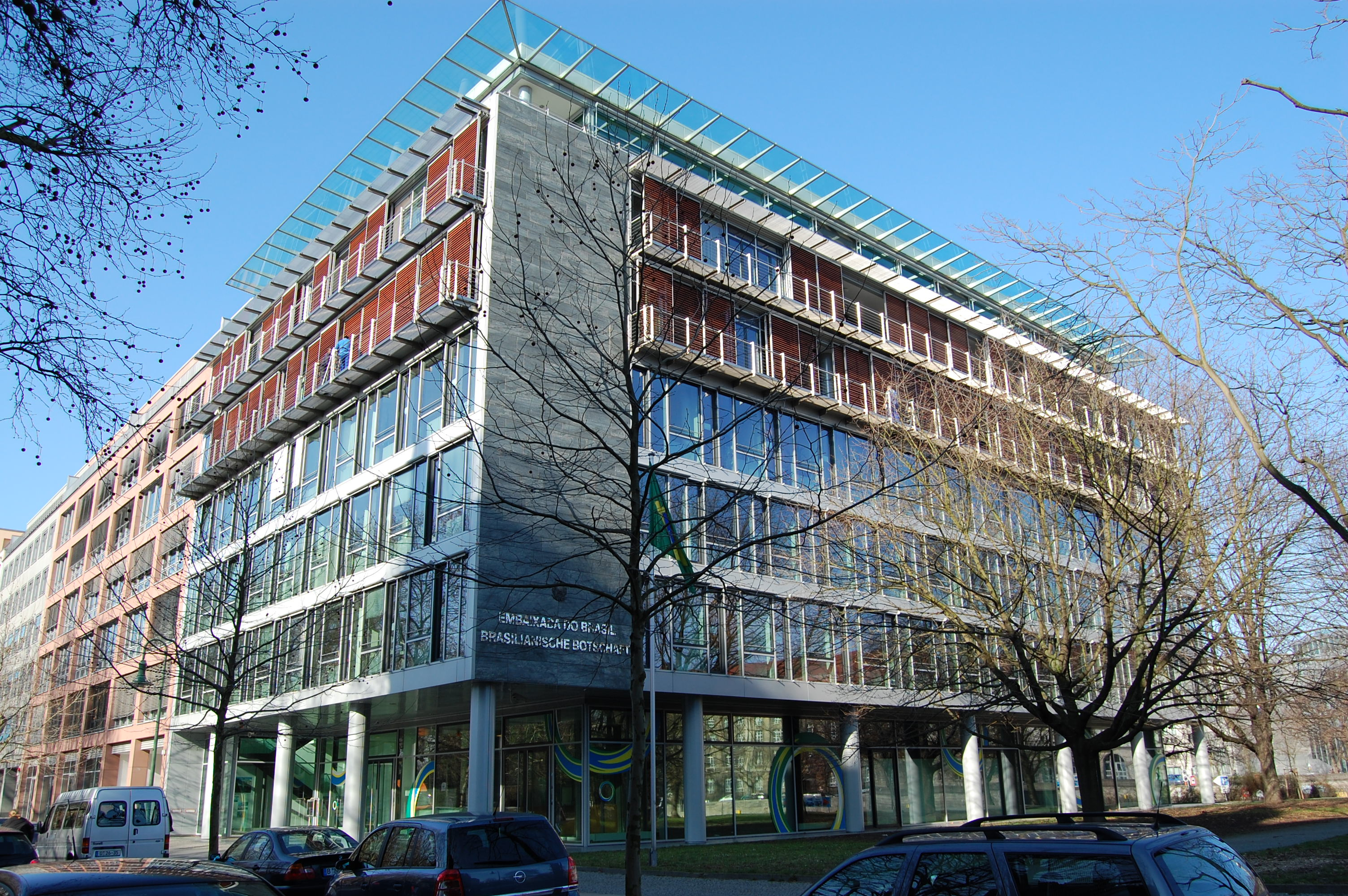
Prédio da embaixada brasileira em Berlim.

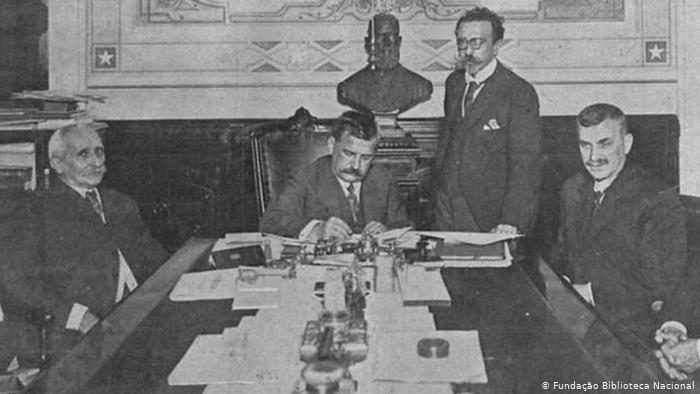
O presidente da República Venceslau Brás declara guerra contra o Império Alemão e seus aliados. Ao seu lado, o ex-presidente da República e ministro interino das Relações Exteriores, Nilo Peçanha, e o presidente de Minas Gerais e futuro presidente da República, Delfim Moreira.

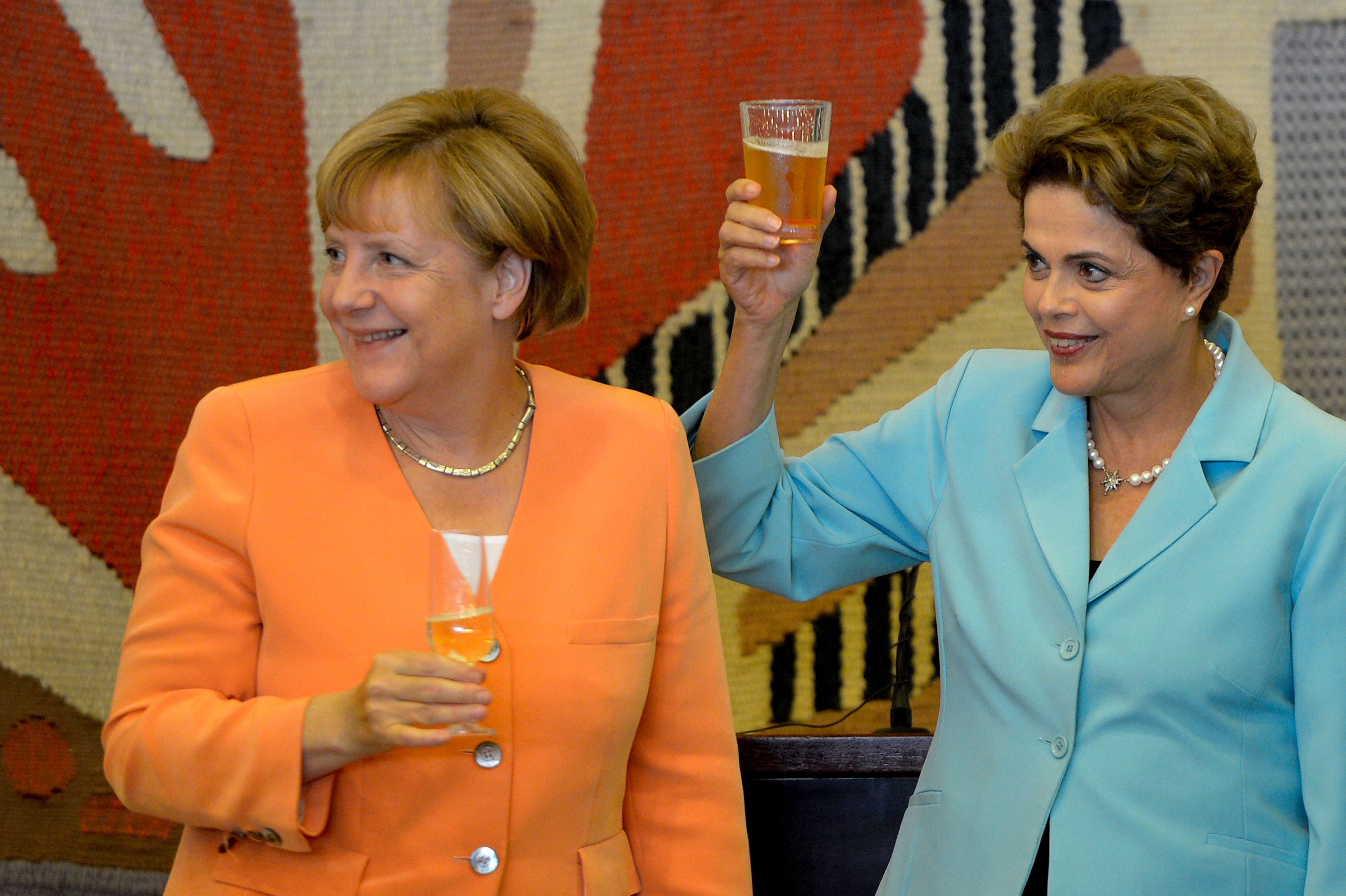
Angela Merkel e Dilma Rousseff durante almoço no Palácio do Itamaraty (Wilson Dias/Agência Brasil)

As relações bilaterais entre os dois países são consideradas muito antigas visto que, em 1824, teve início a colonização alemã no Brasil, com a chegada de imigrantes ao Rio Grande do Sul. Em 1825, a Prússia reconheceu a independência do Brasil, e em 1826 houve a abertura do consulado brasileiro em Hamburgo.
Em 1859, a Prússia promulgou o chamado "Rescrito de Heydt", proibindo a propaganda em favor da imigração para o Brasil, devido aos maus tratos sofridos pelos colonos alemães na província de São Paulo. Este rescrito teve efeito desfavorável sobre os possíveis emigrantes na Prússia, e de 1871 em diante, em toda a Alemanha. O decreto só foi revogado em 1896. Em 1900, o Barão do Rio Branco é nomeado ministro plenipotenciário em Berlim.

### Primeira Guerra
O Brasil suspendeu as relações com a Alemanha e declarou guerra ao Império Alemão durante o governo de Venceslau Brás, em 27 de outubro de 1917, meses após navios mercantes brasileiros serem afundados por submarinos alemães.

### Segunda Guerra
Quando a Alemanha Nazista atacou a Polônia em 1939, dando início à Segunda Guerra Mundial, o Brasil declarou-se oficialmente neutro. Mas esta neutralidade foi "quebrada" quando submarinos alemães começaram a torpedear navios brasileiros na costa do país. Em 1942 houve o rompimento das relações diplomáticas do Brasil com as potências do Eixo, e o reconhecimento do "estado de beligerância".

### Pós-Guerra
Após a Segunda Guerra Mundial, as relações diplomáticas entre os dois países foram reestabelecidas em julho de 1951, com a construção da sede da embaixada da Alemanha em Petrópolis, no Rio de Janeiro.
O ano de 2013 foi o ano da Alemanha no Brasil.
Em 2015, a primeiro-ministra alemã Angela Merkel visitou o Brasil acompanhada de uma comitiva de sete ministros e cinco secretários de Estado para iniciar processo de "consultas intergovernamentais" entre ambos os países. O país europeu mantém tal tipo de relacionamento estrito com outros oito países (França, Itália, Espanha, Polônia, Israel, Rússia, China e Índia). O governo alemão também emitiu uma nota em 2018 através de sua embaixada que o nazismo era um regime de direita, sendo contestado por brasileiros na época.